# Sherif Abdel Azim
Sherif Abdel Azim auch Sherif Abdelazeem (arabisch شريف عبد العظيم, DMG Šarīf ʿAbd al-ʿAẓīm, geb. vor 1995) ist ein ägyptischer Informatiker. Er lehrt als Associated Professor für Elektronik an der Amerikanischen Universität in Kairo.

## Leben
Abdelazeem promovierte 1995 zum Ph.D. in Electrical and Computer Engineering an der Queen’s University in Kingston, Ontario in Kanada. Seine Forschungsfelder sind Mustererkennung in der Informatik (Pattern Recognition) speziell das maschinelle Lesen arabischer und lateinischer handschriftlicher Texte sowie maschinelles Lernen.
Er ist Gründer und Vorsitzender der Resala, einer karitativen ägyptischen NGO. Die Aktivitäten der Resala erstrecken sich auf die Betreuung von Waisenkinder, Blinden- und Gehörlosenhilfe, Bekämpfung des Analphabetismus. Die Organisation von über 100 000 eingetragenen Mitgliedern bietet Computerunterricht an, betreut bedürftige Studenten, sammelt und verteilt Altkleider, organisiert Kampagnen zur Blutspende und nimmt sich der Armen und der Straßenkinder an.

## Schriften
- Die Frau im Islam im Vergleich zur Frau in der judeo-christlichen Tradition CIMS, 2005 Google Bücher. pdf, Aktualisierte Ausgabe (Memento vom 26. Oktober 2012 im Internet Archive)

In diesem Aufsatz, entstanden aus einer Predigt zum Fest des Fastenbrechens während des Studienaufenthalts des Autors in Kanada, setzt er sich mit den vielfältigen Vorurteilen und Meinungen der westlichen Welt über die Stellung der Frau im Islam auseinander. In seinem Buch zieht er folgendes Fazit:
Der Islam ist die Religion, die den Status der Frauen erheblich verbessert hat und ihnen Rechte zugesprochen hat, welche die moderne Welt den Frauen erst in diesem Jahrhundert zubilligte. Der Islam hat den Frauen, heute wie damals, viel zu bieten: Würde, Respekt und Schutz in allen Lagen und Situationen ihres Lebens vom Geburt bis zum Tode. Es bietet auch die Erfüllung ihrer :spirituellen, geistigen, physischen und emotionalen Bedürfnisse. (S. 58.)
Aufsätze (Auswahl)
- Comparing Arabic and Latin handwritten digits recognition problems, Proceedings of World Academy of Science, Engineering, and Technology 54, Paris. Vol. 1, S. 466–470, Juni 2009.
- Mit El-Sherif. Arabic Handwritten Digit Recognition. International Journal on Document Analysis and Recognition IJDAR, Vol. 11, Nr. 3, S. 127–141, Dez. 2008.
- Mit E. El-Sherif und M. Yazeed: Automatic Generation of Optimum Classification Cascades. 19th International Conference on Pattern Recognition(ICPR 2008), Tampa, FL, Dez. 2008.
- A Greedy Approach for Building Classification Cascades. The Seventh International Conference on Machine Learning and Applications (ICMLA'08), San Diego, CA, S. 115–120, Dez. 2008. (Online)